# 인민행동당 (싱가포르)

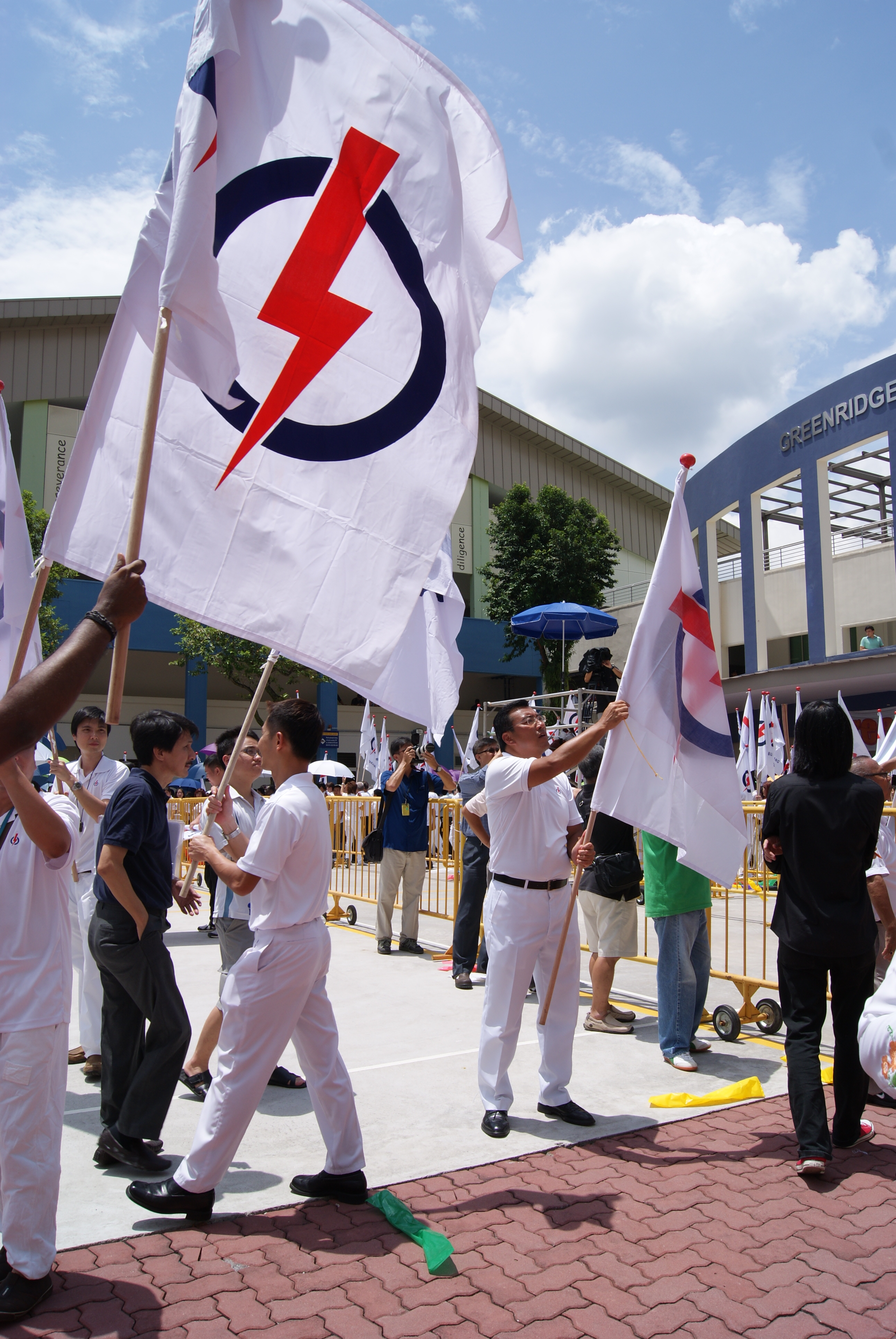
2011년의 인민행동당 지지자들

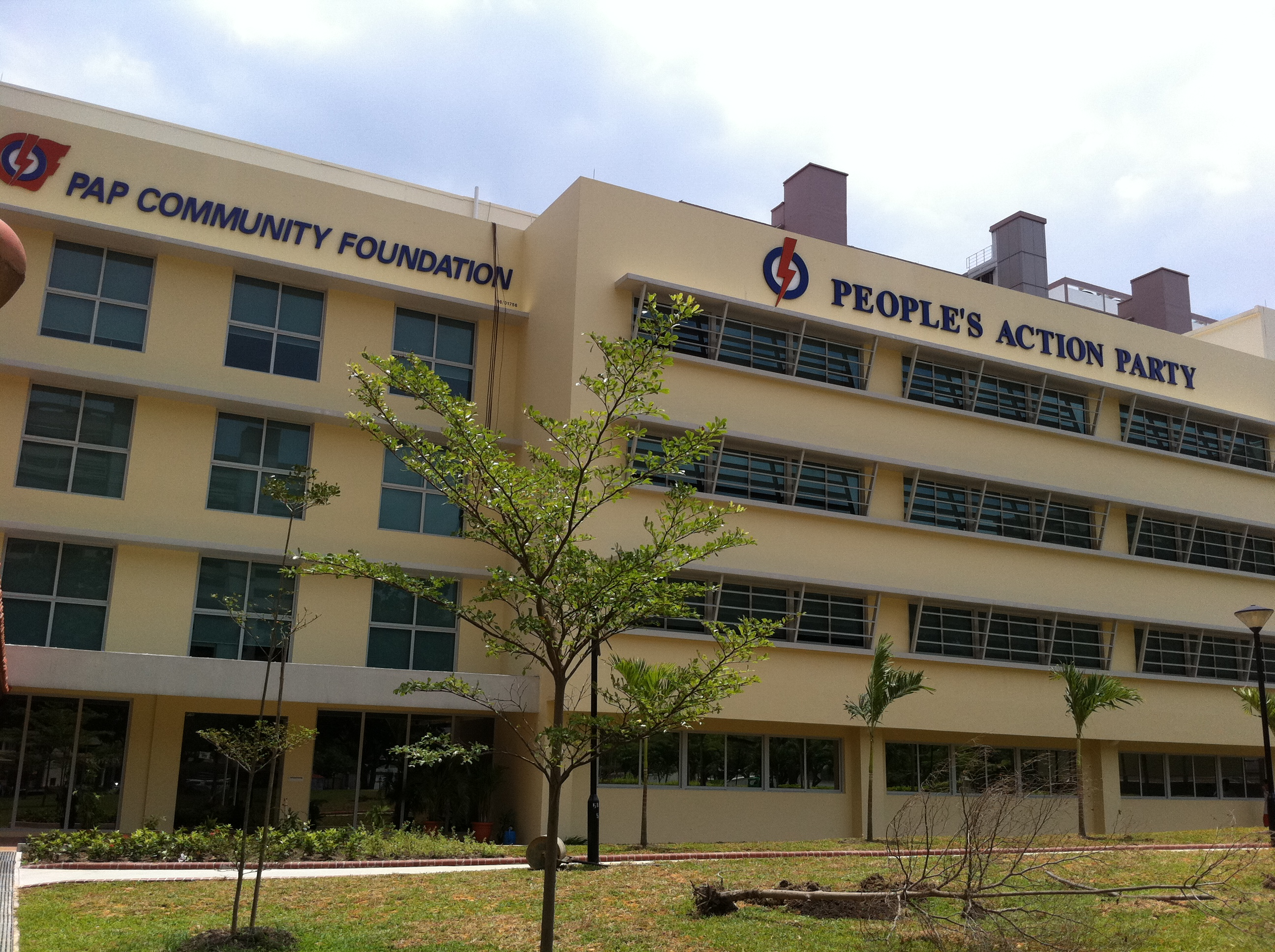
인민행동당의 중앙 당사

인민행동당(중국어 간체자: 人民行动党, 정체자: 人民行動黨, 영어: People's Action Party, 말레이어: Parti Tindakan Rakyat, 타밀어: மக்கள் செயல் கட்சி)은 싱가포르의 정당이다.
싱가포르가 영국으로부터 완전한 자주 독립을 가진 1959년 이래 계속 의회 과반수를 차지하고 총리들을 배출해 냈다. 한때 싱가포르가 말레이시아에의 영토인것으로 보아 말레이시아의 정당이였으나, 1965년 싱가포르가 말레이시아로부터 독립한 뒤에는 싱가포르의 독자적인 정당이 되었다. 싱가포르가 독립한 이후 인민행동당이 싱가포르 의회를 장악함으로써 보수주의적 일당 독재 체제를 유지하고 있다.과거 싱가포르의 총리으로써 장기 집권을 하고 있는 리셴룽의 소속 정당이며 의회에서 집권 여당으로 활약하고 있다.

## 대표적 인물
- 리콴유
- 고촉통
- 리셴룽

## 같이 보기
- 싱가포르의 정당